# Val (district de Tábor)
Pour les articles homonymes, voir Val.
Val (en allemand : Wall) est une commune du district de Tábor, dans la région de Bohême-du-Sud, en République tchèque. Sa population s'élevait à 254 habitants en 2020.

## Géographie
Val est arrosée par la Nežárka, un affluent de la Lužnice, et se trouve à 7 km au sud-est de Veselí nad Lužnicí, à 31 km au sud-sud-est de Tábor, à 28 km au nord-est de České Budějovice et à 106 km au sud-sud-est de Prague.
La commune est limitée par Drahov au nord, par Radenín à l'est, par Kardašova Řečice et Hatín à l'est, par Novosedly nad Nežárkou, Klec et Lomnice nad Lužnicí au sud, et par Frahelž, Ponědraž, Ponědrážka et Vlkov à l'ouest. La rivière Nežárka constitue la limite de la commune au nord et à l'est.

## Histoire
La première mention écrite du village date de 1413.